# Cyrtospirifer verneuili
Espèce
Cyrtospirifer verneuili, synonyme de Spirifer verneuili, est une espèce éteinte de brachiopodes marins. Ses fossiles abondent et se rencontrent partout dans le monde à partir du Dévonien moyen. L'espèce persiste 
ensuite jusqu'au Permien.